# 푸호앗문착
푸호앗문착(Muntiacus puhoatensis)은 가장 최근에 발견된 문착의 일종이다. 라오스 국경 지대의 베트남 푸호앗 지역에서만 서식한다. 서식지와 습성이 비슷하기 때문에 루즈벨트문착의 아종으로 간주하기도 한다.